# Gonyleptes viridisagittatus
Gonyleptes viridisagittatus is een hooiwagen uit de familie Gonyleptidae.